# Tshesebe
Tshesebe – wieś w Botswanie w dystrykcie North East. Według spisu ludności z 2011 roku wieś liczyła 2277 mieszkańców.